# Gran Logia de España

Escudo de la Gran Logia de España.

La Gran Logia de España es la principal obediencia masónica española por lo que se refiere a su número de miembros y logias bajo su jurisdicción. Forma parte de la corriente masónica encabezada por la Gran Logia Unida de Inglaterra y se ajusta a la interpretación que esta Obediencia hace de las leyes, tradiciones, usos y costumbres para definir la regularidad masónica. Esta obediencia entronca con la antigua Gran Logia de Londres que, fundada en 1717, es considerada como la primera obediencia masónica especulativa, a través de su unificación con la Gran Logia denominada "de los antiguos" creada en 1751.

## Principios reguladores
La Gran Logia de España extiende su jurisdicción sobre sus logias en los tres primeros grados de la Masonería (Masonería simbólica), y su ámbito territorial es el del Reino de España. Pretende estar formada por hombres dignos y de sólidos valores éticos y filantrópicos (libre y de buenas costumbres); además de una creencia en un principio superior o causa de todo lo creado, al que se denomina comúnmente como Dios, y que los masones, respetando siempre la libertad del individuo ante cualquier creencia particular, nombran como Gran Arquitecto del Universo. En línea con las demás Obediencias de esta corriente, no admite mujeres en sus filas.
Como Orden iniciática Tradicional que busca el perfeccionamiento del ser humano, consiste en la transmisión y enseñanza de un método, el ritual y simbólico, por cuyo conocimiento y asimilación el masón está en condiciones de aplicarlo a sí mismo y a su entorno social.
Realiza sus trabajos en presencia de las que considera las Tres Grandes Luces de la Masonería: la escuadra, el compás y el volumen de la Ley Sagrada. Propugna las libertad religiosa y política de sus miembros, no permitiendo la discusión sobre cuestiones políticas o religiosas en Logia ni el posicionamiento institucional sobre estos aspectos.

## Ritos
La Gran Logia de España es una obediencia plurirritual. Las logias adscritas a ella pueden elegir el Rito que desean practicar con la única limitación de realizarlo plenamente y siempre y cuando obtengan autorización para ello del gran maestre de la Gran Logia de España. Los ritos practicados en la actualidad son:
- Rito Escocés Antiguo y Aceptado (el más practicado),
- Rito de Emulación,
- Rito Escocés Rectificado,
- Rito Schroeder
- Rito Francés o Moderno.
- Rito de York

La Gran Logia de España mantiene relaciones con cuerpos masónicos que desarrollan los altos grados de los diferentes ritos. En concreto con el Supremo Consejo del Grado 33 y último para España del Rito Escocés Antiguo y Aceptado afín a esta corriente masónica, el Arco Real, el Gran Capítulo Francés, la Gran Logia de Maestros Masones de Marca, el Gran Priorato Rectificado y la Orden Masónica del Temple, entre otras.

## Logias provinciales
La Gran Logia de España se divide territorialmente en Grandes Logias Provinciales, que son: 
- GLP de Andalucía, con sede en Fuengirola.
- GLP de Baleares, con sede en Palma de Mallorca.
- GLP de Canarias, con sede en Santa Brígida.
- GLP de Castilla, con sede en Bilbao.
- GLP de Cataluña, con sede en Barcelona.
- GLP de Madrid, con sede en Madrid.
- GLP de Murcia, con sede en Torrevieja.
- GLP de Valencia, con sede en Jávea.

## Esbozo histórico
Hasta fechas recientes, la Masonería simbólica española, que se ocupa de los tres primeros grados de aprendiz, compañero y maestro, no ha estado, en general, vinculada a la corriente de regularidad masónica. Sin embargo, a partir de la consagración de la Gran Logia de España en el año 1982, la misma es considerada, a nivel internacional, la única obediencia regular en el Estado español, siendo reconocida como tal por el resto de grandes logias regulares del mundo. 
De hecho, solo en dos ocasiones ha ocurrido algo así. La primera, en 1728, en los primeros tiempos de la Masonería especulativa, cuando el Duque de Wharton, que había sido Gran Maestro de la Gran Logia de Inglaterra, fundó en Madrid[cita requerida] la logia "Las Tres Flores de Lis" o "Matritense", inscrita en el registro de la Gran Logia de Inglaterra con el número 50. Esta logia estuvo formada solo por ciudadanos británicos residentes en España. La segunda ocasión está relacionada con el Gran Oriente Lusitano Unido. Con la legalización de la Masonería en España en 1868, la obediencia portuguesa llegó a auspiciar una cincuentena de logias en España. En los años 1870, el Gran Oriente Lusitano Unido obtuvo y mantuvo durante unos años el reconocimiento de la Gran Logia Unida de Inglaterra y del resto de las potencias masónicas regulares, de esta corriente, como única obediencia regular para la península ibérica, rompiendo relaciones con el Gran Oriente de Francia, en 1877, a consecuencia de la decisión de esta obediencia francesa de eliminar de sus estatutos la necesidad de la creencia en Dios para sus miembros. Más adelante, sin embargo, el Gran Oriente Español, que fue la obediencia española más importante desde su fundación en 1889 hasta la ilegalización de la Masonería en España en 1937, quedó al margen del reconocimiento de las potencias de esta corriente de regularidad, volviendo a establecer relaciones con la corriente encabezada por el Gran Oriente de Francia.
Luis Salat i Gusils puede ser considerado como el impulsor de la implantación de esta corriente de la Masonería regular en España tras el retorno de la democracia. Iniciado en 1935 en la Logia Hermes del Gran Oriente Español, Salat, estando a punto de acabar la Guerra Civil, marcha a Francia siendo internado en un campo habilitado por el gobierno francés para los españoles que huían de la inminente victoria franquista. Después, gracias al amparo de la Masonería, es sacado del campo de concentración y llevado a Burdeos; posteriormente eligió como destino Colombia. Allí conoce a la que fue su esposa Dña. Anzuria Verdú, y ocupó diversos cargos en la Gran Logia de Colombia, entre ellos el de Gran Secretario, lo que le permitió establecer contactos masónicos en toda América, Venezuela, Colombia y México. Colaboró con el gobierno de Estados Unidos en el esfuerzo bélico contra el nazismo durante la II Guerra Mundial, organizando el suministro de caucho desde Manaos (Brasil). A finales de los sesenta, Salat entró en contacto con J. Roux, dirigente de la Gran Logia Nacional Francesa.
La Gran Logia Unida de Inglaterra manifestó su respaldo a la iniciativa de que la Gran Logia Nacional Francesa abriera logias en Occitania compuestas por españoles.
A finales de los setenta, al contrario que otros miembros del antiguo Gran Oriente Español (GOE), Salat cree que la solución de la Masonería en España pasa por comenzar de nuevo. La costumbre en Masonería,  aconseja que cuando en un país no existe masonería o esta ha sido abolida, el país limítrofe se encarga de reinstalarla. Como en Portugal no existía la Orden (el dictador Salazar, como otros tantos dictadores, la persiguió), la Masonería Francesa creó las dos primeras logias con españoles en Perpiñán: San Juan de Catalunya nº208, el 14 de marzo de 1977 y San Jordi nº227, el 15 de octubre de 1978; liderada esta labor por el estadounidense Nat Granstee y el francés Jean Crozet. En Barcelona y existía la logia Perseverança dirigida por Lusi Salat, que no dependía de ninguna obediencia y en una ceremonia celebrada en Tolosa, sede de la Gran Logia Provincial de Ocitania, esa logia pasó a ser la n.º 246 de la G.L.N.F. el 10 de octubre de 1979. 
El 18 de octubre de 1980, tras la sentencia del Tribunal Supremo número 47.103 de 3 de julio de 1979 que, a instancias del Grande Oriente Español, obliga al gobierno a inscribirle como una Asociación legal en los Registros del Ministerio del Interior, legalizando con tal sentencia la Masonería en España, la Gran Logia de España obtuvo su inscripción en el Registro Nacional de Asociaciones del Ministerio del Interior.
El 16 de junio de 1980, fue consagrada la Gran Logia de Distrito de España. 
Por las mismas fechas, el Grande Oriente Español Unido, formado a partir de un grupo de masones españoles vinculados al Grande Oriente Español exiliado en México y presidido por Francisco Espinar Lafuente, establece las bases para su integración en la Gran Logia de Distrito de España, lo que se realiza con la autorización previa del Gran Maestro de la Gran Logia Nacional Francesa.
El 17 de junio de 1982, se solicitó al Gran Maestro de la Gran Logia Nacional Francesa la constitución de la Gran Logia de España. y Jean Mons, el 2 de julio de 1982, creó la Gran Logia de España, de la que fue primer Gran Maestro, hasta su fallecimiento en 1996, Luis Salat i Gusils. Y así mismo, Jean Mons, transfirió las diez Logias españolas a la jurisdicción de la Gran Logia de España. La Gran Logia de España fue definitivamente formalizada (consagrada), en Madrid, en el acto (ceremonia) dirigida por Jean Mons, el 6 de noviembre de 1982, celebrando su primera Gran Tenida (Gran Reunión masónica) anual el 19 de marzo de 1983.
A partir de su consagración, la Gran Logia de España fue reconocida por las Grandes Logias Regulares del mundo entero, siéndolo por la Gran Logia Unida de Inglaterra el 16 de septiembre de 1987.
El 31 de marzo de 2001 se unieron el Grande Oriente Español y la Gran Logia de España, formando una única Obediencia Masónica. El  Gran Oriente Español, que mantenía algunos miembros en su registro, se incorpora de esta forma a la Gran Logia de España, uniéndose, de este modo, la línea tradicional de la Masonería española a la línea de regularidad de la corriente internacional de la Gran Logia Unida de Inglaterra
En la actualidad la Gran Logia de España es reconocida en fraternales relaciones con la práctica totalidad de las Grandes Logias Regulares del Mundo y mantiene relaciones con 155 Grandes Logias, la práctica totalidad de las Grandes Logias Regulares, siendo, además, miembro de pleno derecho de la Confederación Masónica Interamericana.
En la actualidad cuenta con 170 Logias distribuidas por todo el territorio nacional y su sede está fijada en Barcelona.
Territorialmente la Gran Logia de España se organiza en Grandes Logias Provinciales, con funciones sobre todo administrativas delegadas del Gran Maestro y de la Gran Logia de España, y cuya función principal es prestar servicios a las logias de la circunscripción y servir de nexo de unión entre ellas. (Art.- 1 del Reglamento II.).
La Gran Logia de España en el territorio de su jurisdicción, además de con el Supremo Consejo del Grado 33 y Último del Rito Escocés Antiguo y Aceptado para España, fundado en 1811, mantiene relaciones fraternales con las siguientes Potencias Masónicas y Cuerpos Colaterales: Supremo Gran Capítulo de los Masones del Arco Real para España; Gran Priorato de las Órdenes Unidas, Religiosas, Militares y Masónicas del Temple, de San Juan de Jerusalén, Palestina, Rodas y Malta; Gran Priorato Rectificado de España; Gran Logia de Maestros Masones de Marca de Inglaterra, Gales y de sus Distritos y Logias de Ultramar; Consejo Gran Maestral del Arca Real de la Gran Logia de Maestros Masones de Marca de Inglaterra, Gales y de sus Distritos y Logias de Ultramar; Gran Cónclave de la Orden del Monitor Secreto o Fraternidad de David y Jonathan en las islas británicas y sus Territorios de Ultramar; Gran Consejo de los Grados Masónicos Aliados de Inglaterra, Gales y de sus territorios de Ultramar; Gran Capítulo Francés; Gran Consejo de la Orden de Maestros Reales y Selectos de Inglaterra, Gales y sus Distritos y Consejos de Ultramar; La Sociedad de Masones Libres, Canteros, Mamposteros, Pizarreros, Soladores, Yeseros y Albañiles – Operativos.

## Grandes Maestros de la Gran Logia de España
Desde su fundación en 1981, la Gran Logia de España ha sido dirigida por los siguientes Grandes Maestros:
- Luis Salat Gusils: 1981 - 1994
- Tomás Sarobe Piñeiro: 1994 - 2002
- Josep Corominas i Busqueta: 2002 - 2006
- José Carretero Doménech: 2006 - 2010
- Óscar de Alfonso Ortega: 2010-2018
- Oscar de Alfonso Ortega: 2018 - 2022
- Txema Oleaga Zalvidea (electo desde el 12 de marzo): 2022 -